# Disfunzione sessuale
Una disfunzione sessuale (o disturbo sessuale) è una difficoltà sperimentata da un individuo o da una coppia durante qualsiasi fase di una normale attività sessuale, compresi il piacere fisico, il desiderio, l'eccitazione o l'orgasmo. Secondo il DSM-5, la diagnosi di disfunzione sessuale richiede che una persona provi estrema angoscia e tensione interpersonale per un minimo di sei mesi (esclusa la disfunzione sessuale indotta da sostanze o farmaci). Le disfunzioni sessuali possono avere un impatto profondo sulla qualità della vita sessuale percepita di un individuo. Il termine disturbo sessuale può riferirsi non solo alla disfunzione sessuale fisica, ma anche alle parafilie; queste talvolta sono definiti disturbi della preferenza sessuale.
È molto importante un'approfondita valutazione della storia sessuale, della salute generale e di altri problemi sessuali (se presenti). La valutazione dell'ansia da prestazione, del senso di colpa, dello stress e della preoccupazione sono parte integrante della gestione ottimale della disfunzione sessuale. Molte delle disfunzioni sessuali definite si basano sul ciclo di risposta sessuale umana, proposto da William H. Masters e Virginia E. Johnson, e poi modificato da Helen Singer Kaplan.

## Tipologie
I disturbi sessuali possono essere classificati in quattro categorie: 
1. disturbi del desiderio sessuale;
2. disturbi dell'eccitazione;
3. disturbi dell'orgasmo;
4. disturbi del dolore.

Le disfunzioni sessuali in uomini e donne sono specificamente studiate rispettivamente nei campi dell'andrologia e della ginecologia.

### Disturbi del desiderio sessuale
I disturbi del desiderio sessuale o la diminuzione della libido sono caratterizzati da una mancanza o assenza per un certo periodo di tempo del desiderio sessuale o della libido per l'attività sessuale o delle fantasie sessuali. La condizione può variare da una generale mancanza di desiderio sessuale a una mancanza di desiderio sessuale per il partner attuale. La condizione può insorgere dopo un periodo di normale funzionamento sessuale o la persona può sempre aver avuto un desiderio sessuale assente o basso.
Le cause variano notevolmente, ma includono una possibile diminuzione della produzione di estrogeni normali nelle donne o di testosterone sia negli uomini che nelle donne. Altre cause possono essere l'invecchiamento, l'affaticamento, una gravidanza, farmaci (come gli SSRI) o condizioni psichiatriche, come depressione e ansia. Sebbene vengano spesso citate numerose cause di scarso desiderio sessuale, solo alcune di queste sono state oggetto di ricerca empirica.

### Disturbi dell'eccitazione sessuale
I disturbi dell'eccitazione sessuale erano precedentemente noti come frigidità nelle donne e impotenza negli uomini, sebbene ora siano stati sostituiti con termini meno stigmatizzanti. L'impotenza è ora nota come disfunzione erettile e la frigidità è stata sostituita con una serie di termini che descrivono problemi specifici che possono essere suddivisi in quattro categorie come descritto dal Manuale diagnostico e statistico dei disturbi mentali dell'American Psychiatric Association: mancanza di desiderio, mancanza di eccitazione, dolore durante il rapporto e mancanza di orgasmo.
Sia per gli uomini che per le donne, queste condizioni possono manifestarsi come un'avversione e un evitamento del contatto sessuale con un partner. Negli uomini, ci può essere un fallimento parziale o totale nel raggiungere o mantenere un'erezione, o una mancanza di eccitazione sessuale e piacere nell'attività sessuale.
Possono esserci origini fisiologiche di questi disturbi, come diminuzione del flusso sanguigno o mancanza di lubrificazione vaginale. Anche malattie croniche possono contribuire, così come la natura del rapporto tra i partner.
Inoltre, la sindrome da malattia postorgasmica (POIS) può causare sintomi quando si manifesta, con un quadro clinico di tipo adrenergico.

#### Disfunzione erettile
La disfunzione erettile o impotenza è una disfunzione sessuale caratterizzata dall'incapacità di sviluppare o mantenere un'erezione del pene. Ci sono varie cause sottostanti, come il danno ai nervi erigentes che previene o ritarda l'erezione, o il diabete e le malattie cardiovascolari, che semplicemente diminuiscono il flusso sanguigno al tessuto del pene, molte delle quali sono clinicamente reversibili.
Le cause della disfunzione erettile possono essere psicologiche o fisiche. La disfunzione erettile psicologica può spesso essere sostenuta da quasi tutto ciò in cui il paziente crede; c'è un effetto placebo molto forte. Il danno fisico è molto più grave. Una delle principali cause fisiche di DE è un danno continuo o grave ai nervi erigentes. Questi nervi decorrono accanto alla prostata, originando dal plesso sacrale, e possono essere danneggiati negli interventi chirurgici alla prostata e al colon-retto.
Altre malattie come patologie cardiovascolari, sclerosi multipla, insufficienza renale, malattie vascolari e lesioni del midollo spinale possono essere all'origine della disfunzione erettile.
La disfunzione erettile da malattie vascolari è solitamente osservata solo tra gli anziani che soffrono di aterosclerosi. La patologia vascolare è comune negli individui che hanno il diabete, malattie vascolari periferiche, ipertensione e nei fumatori. Ogni volta che il flusso sanguigno al pene è compromesso, il risultato finale è la disfunzione erettile.
La carenza di ormoni è una causa relativamente rara di disfunzione erettile. Negli individui con insufficienza testicolare come nella sindrome di Klinefelter, o coloro che hanno subito radioterapia, chemioterapia o esposizione infantile al virus della parotite, i testicoli possono non riuscire a produrre testosterone. Altre cause ormonali di insufficienza erettile includono tumori cerebrali, ipertiroidismo, ipotiroidismo o disturbi della ghiandola surrenale.
I farmaci sono anche una causa di disfunzione erettile. Gli individui che assumono farmaci per abbassare la pressione sanguigna o usano antipsicotici, antidepressivi, sedativi, narcotici, antiacidi o alcol possono avere problemi con la funzione sessuale e perdita della libido.
A causa della sua natura imbarazzante e della vergogna provata dai malati, l'argomento è stato a lungo tabù ed è oggetto di molte leggende metropolitane. Sono stati portati avanti a lungo rimedi popolari, alcuni dei quali ampiamente pubblicizzati dagli anni '30. L'introduzione del primo rimedio farmacologicamente efficace per l'impotenza, il sildenafil (nome commerciale: Viagra), negli anni '90 ha causato un'ondata di attenzione pubblica.
Si stima che circa 152 milioni di uomini in tutto il mondo soffrano di disfunzione erettile. Tuttavia, lo stigma sociale, la scarsa alfabetizzazione sanitaria e i tabù sociali portano a una sottostima che rende difficile determinare un tasso di prevalenza accurato.
Il termine latino impotentia coeundi descrive la semplice incapacità di inserire il pene nella vagina. Ora è per lo più sostituito da termini più precisi.

### Disturbi dell'orgasmo
I disturbi dell'orgasmo, in particolare l'anorgasmia, si presentano come ritardi persistenti nell'orgasmo o assenza di orgasmo dopo una normale fase di eccitazione sessuale in almeno il 75% degli incontri sessuali. Il disturbo può avere origini fisiche, psicologiche o farmacologiche. Gli antidepressivi SSRI ne sono un comune farmaco responsabile, in quanto possono ritardare l'orgasmo o eliminarlo del tutto. Un comune colpevole fisiologico dell'anorgasmia è la menopausa, in cui una donna su tre riferisce problemi nell'ottenere un orgasmo durante la stimolazione sessuale.
Oltre a questo ci sono quelli che vengono chiamati disturbi post-orgasmo, che classificano meglio la condizione: sindrome da malattia postorgasmo.

#### Eiaculazione precoce
L'eiaculazione precoce si verifica quando l'eiaculazione avviene prima che il partner raggiunga l'orgasmo o che sia trascorso un periodo di tempo reciprocamente soddisfacente durante il rapporto. Non esiste un periodo di tempo corretto per un rapporto sessuale, ma generalmente si ritiene che l'eiaculazione precoce avvenga quando l'eiaculazione avviene in meno di due minuti dal momento dell'inserimento del pene. Per una diagnosi, il paziente deve avere una storia cronica di eiaculazione precoce, scarso controllo eiaculatorio e il problema deve causare sentimenti di insoddisfazione e angoscia nel paziente, nel partner o in entrambi.
Storicamente attribuito a cause psicologiche, nuove teorie suggeriscono che l'eiaculazione precoce possa avere una causa neurobiologica sottostante che può portare a una rapida eiaculazione.

### Disturbi del dolore sessuale
I disturbi del dolore sessuale colpiscono quasi esclusivamente le donne e sono noti anche come dispareunia (rapporto doloroso) o vaginismo (uno spasmo involontario dei muscoli della parete vaginale che interferisce con il rapporto).
La dispareunia può essere causata da una lubrificazione insufficiente (secchezza vaginale) nelle donne. Una scarsa lubrificazione può derivare da un'eccitazione e una stimolazione insufficienti o da cambiamenti ormonali causati dalla menopausa, dalla gravidanza o dall'allattamento. Anche l'irritazione da creme e schiume contraccettive può causare secchezza, così come la paura e l'ansia per il sesso.
Non è chiaro esattamente cosa causi il vaginismo, ma si pensa che i traumi sessuali passati (come stupro o abuso) possano avere un ruolo. Un altro disturbo del dolore sessuale femminile è chiamato vulvodinia o vestibolite vulvare. In questa condizione, le donne avvertono un dolore bruciante durante il sesso che sembra essere correlato a problemi cutanei nelle aree vulvare e vaginale. La causa è sconosciuta.

### Malattie post-orgasmiche
Le malattie post-orgasmiche causano sintomi subito dopo l'orgasmo o l'eiaculazione. La tristesse post-coitale (PCT) è una sensazione di malinconia e ansia dopo un rapporto sessuale che dura fino a due ore. I mal di testa sessuali si verificano nel cranio e nel collo durante l'attività sessuale, inclusi la masturbazione, l'eccitazione o l'orgasmo.
Negli uomini, la sindrome da malattia postorgasmica (POIS) provoca forti dolori muscolari in tutto il corpo e altri sintomi immediatamente dopo l'eiaculazione. I sintomi perdurano fino a una settimana. Alcuni medici ipotizzano che la frequenza della POIS "nella popolazione possa essere maggiore di quanto riportato nella letteratura accademica" e che molti malati di POIS non siano diagnosticati. La sintomatologia della POIS può presentarsi con un quadro di tipo adrenergico: respiro accelerato, parestesie, palpitazioni, mal di testa, afasia, nausea, prurito agli occhi, febbre, dolore muscolare, debolezza e affaticamento. Dall'inizio dell'eccitazione, i sintomi possono persistere fino a una settimana. L'eziologia di questa condizione è sconosciuta, tuttavia si ritiene che sia una patologia del sistema immunitario o del sistema nervoso autonomo. È definita come una malattia rara dall'NIH ma la sua prevalenza è sconosciuta. Non si pensa che sia di natura psichiatrica, ma può presentarsi come ansia relativa alle attività coitali e quindi può essere diagnosticata in modo errato come tale. Non sono noti cure o trattamenti.
La sindrome di Dhat è un'altra condizione che si verifica negli uomini. È una sindrome legata alla cultura che causa umore ansioso e disforico dopo il sesso, ma è distinta dai problemi di umore basso e concentrazione (afasia acuta) osservati nella sindrome da malattia postorgasmica.

### Disfunzione del pavimento pelvico
La disfunzione del pavimento pelvico può essere una causa alla base della disfunzione sessuale sia nelle donne che negli uomini ed è curabile con la terapia fisica.

### Disturbi sessuali non comuni negli uomini
Anomalie strutturali del pene come la malattia di Peyronie possono rendere difficile il rapporto sessuale. La malattia è caratterizzata da spesse bande fibrose nel pene che portano a un pene dall'aspetto deformato.
Il priapismo è un'erezione dolorosa che si manifesta per diverse ore e si verifica in assenza di stimolazione sessuale. Questa condizione si sviluppa quando il sangue rimane intrappolato nel pene e non è in grado di defluire. Se la condizione non viene trattata prontamente, può portare a gravi cicatrici e alla perdita permanente della funzione erettile. Il disturbo si verifica in giovani uomini e bambini. Gli individui con anemia falciforme e coloro che abusano di determinati farmaci possono spesso sviluppare questo disturbo.

## Eziologia
Ci sono molti fattori che possono provocare una disfunzione sessuale e possono derivare da cause emotive o fisiche. I fattori emotivi comprendono problemi interpersonali o psicologici, che possono essere il risultato di depressione, fobie sessuali o sensi di colpa, traumi sessuali passati e disturbi sessuali, tra gli altri.
Le disfunzioni sessuali sono particolarmente comuni tra le persone che soffrono di disturbi d'ansia. L'ansia ordinaria può ovviamente causare disfunzione erettile negli uomini senza problemi psichiatrici, ma disturbi clinicamente diagnosticati come il disturbo di panico comunemente causano l'evitamento del rapporto sessuale e l'eiaculazione precoce. Il dolore durante il rapporto sessuale è spesso una comorbilità dei disturbi d'ansia tra le donne.
I fattori fisici che possono portare a disfunzioni sessuali comprendono l'uso di sostanze come alcol, nicotina, narcotici, stimolanti, antipertensivi, antistaminici e alcuni psicofarmaci. Per le donne, quasi tutti i cambiamenti fisiologici che interessano il sistema riproduttivo - sindrome premestruale, gravidanza e periodo postpartum, menopausa - possono avere un effetto negativo sulla libido. Le lesioni alla schiena possono anche avere un impatto sull'attività sessuale, così come problemi con una ghiandola prostatica ingrossata, problemi di afflusso di sangue o danni ai nervi (come nella disfunzione sessuale secondaria a lesioni del midollo spinale). Anche malattie come la neuropatia diabetica, la sclerosi multipla, i tumori e, raramente, la sifilide terziaria possono influire sull'attività sessuale, così come la compromissione di vari sistemi di organi (come cuore e polmoni), disturbi endocrini (patologie a carico di tiroide, ipofisi o ghiandola surrenale), carenze ormonali (bassi livelli di testosterone, altri androgeni o estrogeni) e alcuni difetti congeniti.
La disfunzione del pavimento pelvico è anche una causa fisica sottostante molte disfunzioni sessuali.
Nel contesto delle relazioni eterosessuali, uno dei motivi principali del calo dell'attività sessuale tra queste coppie è il partner maschile che soffre di disfunzione erettile. Ciò può essere fonte di angoscia per il partner maschile, provocando un'immagine corporea negativa e può anche essere una delle principali fonti di scarso desiderio per questi uomini. Nelle donne che invecchiano, è naturale che la vagina si restringa e si atrofizzi. Se una donna non ha avuto rapporti sessuali con regolarità (in particolare, rapporti che comportano la penetrazione vaginale) con il suo partner, se decide di impegnarsi in un rapporto penetrativo, non sarà in grado di accogliere immediatamente un pene senza rischiare dolore o lesioni. Questo può trasformarsi in un circolo vizioso, che spesso porta a disfunzioni sessuali femminili.
Secondo Emily Wentzell, la cultura americana ha sentimenti anti-invecchiamento che hanno fatto sì che la disfunzione sessuale diventi "una malattia che necessita di cure" invece di vederla come una parte naturale del processo di invecchiamento quale è. Non tutte le culture cercano cure; ad esempio, una popolazione di uomini che vive in Messico spesso accetta la disfunzione erettile come parte normale della propria sessualità in fase di maturazione.

### Disfunzioni femminili
Diverse teorie hanno esaminato la disfunzione sessuale femminile, dalla prospettiva medica a quella psicologica. Le teorie psicologiche sociali comprendono la teoria dell'auto-percezione, l'ipotesi della giustificazione eccessiva e l'ipotesi della giustificazione insufficiente.
- Teoria dell'autopercezione: le persone attribuiscono i propri atteggiamenti, sentimenti e comportamenti basandosi sulle loro osservazioni di comportamenti esterni e sulle circostanze in cui si verificano tali comportamenti.
- Ipotesi di giustificazione eccessiva: quando viene data una ricompensa esterna a una persona per aver svolto un'attività intrinsecamente gratificante, l'interesse intrinseco della persona diminuirà.
- Giustificazione insufficiente: basata sulla classica teoria della dissonanza cognitiva (l'incoerenza tra due cognizioni o tra una cognizione e un comportamento creerà disagio), questa teoria afferma che le persone altereranno una delle cognizioni o comportamenti per ripristinare la coerenza e ridurre l'angoscia.

L'importanza di come una donna percepisce il suo comportamento non deve essere sottovalutata. Molte donne percepiscono il sesso come un lavoro ingrato anziché come un'esperienza piacevole e tendono a considerarsi sessualmente inadeguate, il che a sua volta non le motiva a impegnarsi in attività sessuali. Diversi fattori influenzano la percezione di una donna della propria vita sessuale. Questi possono includere: razza, sesso, etnia, background educativo, status socioeconomico, orientamento sessuale, risorse finanziarie, cultura e religione. Le differenze culturali sono presenti anche nel modo in cui le donne vivono la menopausa e il suo impatto sulla salute, sull'immagine di sé e sulla sessualità. Uno studio ha scoperto che le donne afroamericane sono le più ottimiste riguardo alla vita in menopausa; le donne caucasiche sono le più ansiose, le donne asiatiche sono le più inibite riguardo ai loro sintomi e le donne ispaniche sono le più stoiche.
Circa un terzo delle donne ha sperimentato disfunzioni sessuali, che possono portare alla perdita di fiducia delle donne nella loro vita sessuale. Poiché queste donne hanno problemi sessuali, la loro vita sessuale con i loro partner diventa un onere privo di piacere e alla fine possono perdere completamente interesse per l'attività sessuale. Alcune donne trovano difficile eccitarsi mentalmente; tuttavia, alcune presentano problemi fisici. Diversi fattori possono influenzare la disfunzione femminile, come le situazioni in cui le donne non si fidano dei loro partner sessuali. L'ambiente in cui si fa sesso è cruciale, poiché trovarsi in un luogo estremamente pubblico o estremamente privato può mettere a disagio alcune donne. L'incapacità di concentrarsi sull'attività sessuale a causa del cattivo umore o degli oneri lavorativi può anche causare la disfunzione sessuale di una donna. Altri fattori includono disagio fisico o difficoltà a raggiungere l'eccitazione, che potrebbero essere causati dall'invecchiamento o dai cambiamenti nelle condizioni del corpo.

#### Menopausa
Il sistema di risposta sessuale femminile è complesso e ancora oggi non del tutto compreso. Le disfunzioni sessuali femminili più prevalenti che sono state collegate alla menopausa includono la mancanza di desiderio e di libido; questi sono prevalentemente associati alla fisiologia ormonale. Nello specifico, è il declino degli estrogeni sierici che causa questi cambiamenti nel funzionamento sessuale. Anche l'esaurimento degli androgeni può avere un ruolo, ma attualmente questo è meno chiaro. È stato suggerito che i cambiamenti ormonali che avvengono durante la transizione menopausale influenzino la risposta sessuale delle donne attraverso diversi meccanismi, alcuni in maniera più conclusiva di altri.

#### Invecchiamento femminile
Se l'invecchiamento influisce direttamente o meno sul funzionamento sessuale delle donne durante la menopausa è un'altra area di controversia. Tuttavia, molti studi, inclusa la revisione critica di Hayes e Dennerstein, hanno dimostrato che l'invecchiamento ha un potente impatto sulla funzione sessuale e sulla disfunzione nelle donne, in particolare nelle aree del desiderio, dell'interesse sessuale e della frequenza dell'orgasmo. Inoltre, Dennerstien e colleghi hanno scoperto che il principale predittore della risposta sessuale durante la menopausa è il precedente funzionamento sessuale. Ciò significa che è importante capire come i cambiamenti fisiologici negli uomini e nelle donne possono influenzare il loro desiderio sessuale. Nonostante l'impatto apparentemente negativo che la menopausa può avere sulla sessualità e sul funzionamento sessuale, la fiducia e il benessere sessuale possono migliorare con l'età e lo stato della menopausa. Inoltre, spesso viene sottovalutato l'impatto che uno stato di relazione può avere sulla qualità della vita.
Il testosterone, insieme al suo metabolita diidrotestosterone, è estremamente importante per il normale funzionamento sessuale di entrambi i sessi. Il diidrotestosterone è l'androgeno più presente sia negli uomini che nelle donne. I livelli di testosterone nelle donne all'età di 60 anni sono, in media, circa la metà di quelli che erano prima dei 40 anni. Sebbene questo declino sia graduale per la maggior parte delle donne, coloro che sono state sottoposte a ovariectomia bilaterale sperimentano un improvviso calo dei livelli di testosterone; questo perché le ovaie producono il 40% del testosterone circolante nel corpo.
Il desiderio sessuale è stato correlato a tre componenti separate: impulso, convinzioni e valori, e motivazione. In particolare nelle donne in postmenopausa, la pulsione svanisce e non è più il passo iniziale nella risposta sessuale di una donna (se mai lo è stato).

## Diagnosi

### Elenco dei disturbi

#### DSM
La quarta edizione del Manuale diagnostico e statistico dei disturbi mentali elenca le seguenti disfunzioni sessuali:
- Disturbo del desiderio sessuale ipoattivo (vedere anche asessualità, che non è classificata come disturbo)
- Disturbo dell'avversione sessuale (evitamento o mancanza di desiderio di rapporti sessuali)[37]
- Disturbo dell'eccitazione sessuale femminile (fallimento della normale risposta di eccitazione lubrificante)
- Disturbo erettile maschile
- Disturbo dell'orgasmo femminile (vedi anorgasmia)
- Disturbo dell'orgasmo maschile (vedi anorgasmia)
- Eiaculazione precoce
- Dispareunia
- Vaginismo

Ulteriori disturbi sessuali del DSM che non sono disfunzioni sessuali includono:
- parafilie
- PTSD dovuto a mutilazioni genitali o abuso sessuale infantile

#### Altre problematiche sessuali
- Insoddisfazione sessuale (non specifica)
- Mancanza di desiderio sessuale
- Anorgasmia
- Impotenza
- Malattie trasmesse sessualmente
- Ritardo o assenza di eiaculazione, nonostante un'adeguata stimolazione
- Incapacità di controllare i tempi di eiaculazione
- Incapacità di rilassare i muscoli vaginali abbastanza da consentire il rapporto
- Lubrificazione vaginale inadeguata prima e durante il rapporto
- Bruciore alla vulva o alla vagina durante il contatto con quelle aree
- Infelicità o confusione legate all'orientamento sessuale
- Problemi sessuali prima o dopo l'intervento chirurgico di riassegnazione del sesso in persone transessuali e transgender
- Disturbo dell'eccitazione sessuale persistente
- Dipendenza sessuale
- Ipersessualità
- Tutte le forme di mutilazione genitale femminile
- Malattie post-orgasmiche, come sindrome di Dhat, tristesse post-coitale (PCT), sindrome da malattia postorgasmica (POIS) e mal di testa sessuale.

## Terapia

### Maschi
Diversi decenni fa la comunità medica riteneva che la maggior parte dei casi di disfunzione sessuale fosse correlata a problemi psicologici. Sebbene questo possa essere vero per una parte degli uomini, la stragrande maggioranza dei casi è stata ora identificata come avente una causa fisica o una correlazione. Se si ritiene che la disfunzione sessuale abbia una componente o una causa psicologica, la psicoterapia può aiutare. L'ansia situazionale nasce da un precedente incidente spiacevole o dalla mancanza di esperienza. Questa ansia spesso porta allo sviluppo della paura nei confronti dell'attività sessuale e dell'evitamento. Di contro, l'evitamento porta a un ciclo di maggiore ansia e desensibilizzazione del pene. In alcuni casi, la disfunzione erettile può essere dovuta a disarmonia coniugale. In questa situazione si consigliano sessioni di consulenza matrimoniale.
Anche i cambiamenti dello stile di vita quali tabagismo, tossicodipendenza o alcolismo possono contribuire in alcuni tipi di disfunzione erettile. Diversi farmaci orali come Viagra, Cialis e Levitra sono disponibili per aiutare le persone con disfunzione erettile e sono diventati la terapia di prima linea. Questi farmaci forniscono una soluzione di trattamento facile, sicura ed efficace per circa il 60% degli uomini. Nel resto, i farmaci potrebbero non funzionare a causa di una diagnosi errata o di cronicità del disturbo.
Un altro tipo di farmaco efficace nell'85% circa degli uomini è chiamato farmacoterapia intracavernosa e prevede l'iniezione di un farmaco vasodilatatore direttamente nel pene per stimolare l'erezione. Questo metodo ha un aumentato rischio di priapismo, se usato insieme ad altri trattamenti, e di dolore localizzato.
Quando le terapie conservative falliscono, sono un'opzione di trattamento insoddisfacente o sono controindicate per l'uso, può essere scelto dal paziente l'inserimento di un impianto penieno. I progressi tecnologici hanno reso l'inserimento di un impianto penieno un'opzione sicura per il trattamento della disfunzione erettile che fornisce i più alti tassi di soddisfazione del paziente e del partner di tutte le opzioni di trattamento disponibili.
La fisioterapia del pavimento pelvico ha dimostrato di essere un trattamento valido per gli uomini con problemi sessuali e dolore pelvico.
Le linee guida del 2020 dell'American College of Physicians supportano la discussione sul trattamento a base di testosterone negli uomini adulti con bassi livelli di testosterone legati all'età che presentano una disfunzione sessuale. Raccomandano una valutazione annuale per quanto riguarda il possibile miglioramento e, se non ce ne fossero, di interrompere la somministrazione. Dovrebbero essere presi in considerazione trattamenti intramuscolari piuttosto che trattamenti transdermici a causa dei costi e poiché l'efficacia e il danno di entrambi i metodi sono simili. Il trattamento con testosterone per ragioni diverse dal possibile miglioramento della disfunzione sessuale potrebbe non essere raccomandato.

### Femmine
Nel 2015, il flibanserin è stato approvato negli Stati Uniti per trattare la diminuzione del desiderio sessuale nelle donne. Sebbene sia efficace per alcune donne, è stato criticato per la sua efficacia limitata e per molte avvertenze e controindicazioni che ne limitano l'uso. Alle donne che provano dolore durante il rapporto vengono spesso prescritti analgesici o agenti desensibilizzanti; in altri casi possono essere prescritti lubrificanti vaginali. Molte donne con disfunzione sessuale vengono indirizzate anche a un counselor o un terapista sessuale.

#### Menopausa
Gli estrogeni sono responsabili del mantenimento del collagene, delle fibre elastiche e della vasoculatura del tratto urogenitale, tutti fattori importanti per il mantenimento della struttura e dell'integrità funzionale della vagina; sono anche importanti per mantenere il pH vaginale e i livelli di umidità, che aiutano entrambi a mantenere i tessuti lubrificati e protetti. La carenza prolungata di estrogeni porta ad atrofia, fibrosi e riduzione del flusso sanguigno al tratto urogenitale, che è ciò che causa i sintomi della menopausa come secchezza vaginale e dolore correlato all'attività sessuale e/o al rapporto. È stato costantemente dimostrato che le donne con uno scarso funzionamento sessuale inferiore hanno livelli bassi di estradiolo.
La terapia androgenica per il disturbo del desiderio sessuale ipoattivo (HSDD) offre piccoli benefici ma la sua sicurezza non è nota. Non è approvato come trattamento negli Stati Uniti. Quando utilizzata, è più comune tra le donne che hanno subito una ovariectomia o che si trovano in uno stato postmenopausale. Tuttavia, come la maggior parte dei trattamenti, anche questo è controverso. Uno studio ha rilevato che dopo una prova di 24 settimane, le donne che assumevano androgeni avevano punteggi più alti di desiderio sessuale rispetto a un gruppo placebo. Come con tutti i farmaci, ci sono effetti collaterali nell'uso di androgeni, che includono irsutismo, acne, policitemia, aumento delle lipoproteine ad alta densità, rischi cardiovascolari; l'iperplasia endometriale è una possibilità nelle donne senza una storia di isterectomia. Trattamenti alternativi includono creme e gel estrogenici topici che possono essere applicati alla vulva o all'area della vagina per trattare la secchezza vaginale e l'atrofia.

## Storia
In epoca contemporanea, il vero studio clinico dei problemi sessuali di solito risale a non oltre il 1970, quando fu pubblicato Human Sexual Inadequacy di Masters e Johnson. Fu il risultato di oltre un decennio di lavoro presso la Reproductive Biology Research Foundation di St. Louis, che coinvolse 790 casi. Il lavoro nacque dal precedente Human Sexual Response di Masters e Johnson (1966).
Prima di Masters e Johnson, l'approccio clinico ai problemi sessuali era in gran parte derivato dal pensiero di Freud. Si svolgeva nell'ambito della psicopatologia e veniva affrontato con un certo pessimismo riguardo alle possibilità di aiuto o miglioramento. I problemi sessuali erano considerati solo sintomi di un malessere più profondo e l'approccio diagnostico era psicopatologico. C'era poca distinzione tra difficoltà nella funzione e variazioni né tra perversione e problemi. Nonostante il lavoro di psicoterapeuti come Balint, le difficoltà sessuali erano grossolanamente suddivise in frigidità o impotenza, termini che troppo presto acquisirono connotati negativi nella cultura popolare.
Il successo di Inadeguatezza Sessuale Umana è stato quello di spostare il pensiero dalla psicopatologia all'apprendimento; solo se un problema non rispondeva al trattamento rieducativo sarebbero stati presi in considerazione i problemi psicopatologici. Anche il trattamento era diretto alle coppie, mentre prima i partner sarebbero stati approcciati singolarmente. Masters e Johnson hanno evidenziato che il sesso è un atto condiviso. Credevano che la comunicazione sessuale fosse la questione chiave per i problemi sessuali, non le specifiche di un problema individuale. Hanno anche proposto ai clienti la co-terapia, una coppia di terapisti abbinati, sostenendo che un terapeuta maschio solitario non potesse comprendere appieno le difficoltà femminili.
Il programma di trattamento di base di Masters e Johnson era un programma intensivo di due settimane per sviluppare una comunicazione sessuale efficiente. La coppia e il terapista guidavano il programma, iniziato con la discussione e poi con la focalizzazione sensoriale tra la coppia per sviluppare esperienze condivise. Dalle esperienze era possibile determinare difficoltà specifiche e affrontarle con una terapia specifica. In un numero limitato di casi di soli uomini (41) Masters e Johnson avevano sviluppato l'uso di una donna surrogata, un approccio che presto abbandonarono per i problemi etici, legali e di altro tipo che sollevava.
Nel definire la gamma di problemi sessuali Masters e Johnson hanno definito un confine tra disfunzione e deviazioni. Le disfunzioni erano transitorie e sperimentate dalla maggior parte delle persone, le disfunzioni delimitavano l'impotenza primaria o secondaria maschile, l'eiaculazione precoce, l'incompetenza eiaculatoria; la disfunzione orgasmica primaria femminile e la disfunzione orgasmica situazionale; il dolore durante il rapporto (dispareunia) e il vaginismo. Secondo Masters e Johnson l'eccitazione sessuale e il climax sono un normale processo fisiologico di ogni adulto funzionalmente integro, ma nonostante sia autonomo può essere inibito. Il programma di trattamento di Masters e Johnson per la disfunzione ha avuto un successo dell'81,1%.
Nonostante il lavoro di Masters e Johnson, il campo negli Stati Uniti è stato rapidamente invaso da approcci entusiasti piuttosto che sistematici, offuscando lo spazio tra "arricchimento" e terapia. Sebbene si sia sostenuto che l'impatto del lavoro fosse tale che sarebbe stato impossibile ripetere un esperimento così pulito.